# Jailhouse Rock (EP)
Jailhouse Rock es un extended play de siete pulgadas y 45 RPM de Elvis Presley lanzado en RCA Victor, catálogo EPA 4114, en noviembre de 1957.  Las sesiones de grabación tuvieron lugar en Radio Recorders en Hollywood el 30 de abril y el 3 de mayo de 1957, con un sesión adicional en el MGM Soundstage en Hollywood el 9 de mayo para «Don't Leave Me Now». Alcanzó el puesto número 1 en la recién inaugurada lista Billboard EP.

## Contenido
A diferencia de Loving You (1957), pero como Love Me Tender (1956), la banda sonora de un álbum de larga duración no se diseñó para Jailhouse Rock. La canción del título «Jailhouse Rock» ya había sido lanzada como sencillo el 24 de septiembre de 1957, y llegó al número 1 en la lista de sencillos. La sexta canción de la banda sonora «Treat Me Nice» no se incluyó en el EP, una nueva grabación del 5 de septiembre en Radio Recorders en lugar del lado B del sencillo «Jailhouse Rock», donde alcanzó el puesto 18 en la lista individual. El equipo de escritura y producción de Jerry Leiber y Mike Stoller desempeñó un papel destacado en la creación de la banda sonora, escribió cuatro de sus canciones y trabajó estrechamente con Presley en el estudio. Aparte de los dos lados del sencillo y «I Want to Be Free», la cuarta canción de la pareja «(You're So Square) Baby I Don't Care» se convirtió en un estándar menor, recibiendo versiones de Buddy Holly, Cliff Richard, Joni Mitchell, and Brian Setzer.
«Do not Leave Me Now» también apareció en el álbum Loving You (1957), pero en una versión diferente de un conjunto anterior de sesiones de grabación. La música original adicional para la película fue compuesta por el productor Jeff Alexander,  y la canción cantada por el personaje de Hunk Houghto, «One Day», fue por Roy C. Bennett y Sid Tepper.

## Reediciones
Las seis canciones del EP están disponibles en The King of Rock 'n' Roll: The Complete 50s Masters released in 1992. lanzado en 1992. El 15 de abril de 1997, RCA lanzó un disco compacto que incluye versiones que aparecen en la película y versiones que han sido comercialmente publicado en discos de las canciones de Jailhouse Rock y su primera película, Love Me Tender. Tres pistas eran tomas alternativas inéditas, junto con dos versiones estéreo recién mezcladas de «Love Me Tender» y «Poor Boy».

## Personal
- Elvis Presley – voz, guitarra acústica, bajo eléctrico en «(You're So Square) Baby I Don't Care»
- Scotty Moore – guitarra eléctrica
- Dudley Brook – piano
- Bill Black – contrabajo, bajo eléctrico
- D.J. Fontana – batería
- The Jordanaires – corista

## Lista de canciones

### Versión original
| Lado uno |                       |                                |                     |          |  |
| N.º      | Título                | Escritor(es)                   | Fecha de grabación  | Duración |  |
| 1.       | «Jailhouse Rock»      | Jerry Leiber y Mike Stoller    | 30 de abril de 1957 | 2:35     |  |
| 2.       | «Young and Beautiful» | Aaron Schroeder y Abner Silver | 30 de abril de 1957 | 2:02     |  |

| Lado dos |                                        |                               |                    |          |  |
| N.º      | Título                                 | Escritor(es)                  | Fecha de grabación | Duración |  |
| 1.       | «I Want to Be Free»                    | Jerry Leiber y Mike Stoller   | 3 de mayo de 1957  | 2:12     |  |
| 2.       | «Don't Leave Me Now»                   | Aaron Schroeder y Ben Weisman | 9 de mayo de 1957  | 2:05     |  |
| 3.       | «(You're So Square) Baby I Don't Care» | Jerry Leiber y Mike Stoller   | 3 de mayo de 1957  | 1:51     |  |

### Reedición de disco compacto con pistas adicionales de 1997
| N.º | Título                                                 | Escritor(es)                   | Fecha de grabación      | Duración |  |
| 1.  | «Jailhouse Rock»                                       | Jerry Leiber y Mike Stoller    | 30 de abril de 1957     | 2:35     |  |
| 2.  | «Treat Me Nice»                                        | Jerry Leiber y Mike Stoller    | 5 de septiembre de 1957 | 2:10     |  |
| 3.  | «I Want to Be Free»                                    | Jerry Leiber y Mike Stoller    | 3 de mayo de 1957       | 2:12     |  |
| 4.  | «Don't Leave Me Now»                                   | Aaron Schroeder y Ben Weisman  | 9 de mayo de 1957       | 2:05     |  |
| 5.  | «Young and Beautiful»                                  | Aaron Schroeder y Abner Silver | 30 de abril de 1957     | 2:02     |  |
| 6.  | «(You're So Square) Baby I Don't Care»                 | Jerry Leiber y Mike Stoller    | 3 de mayo de 1957       | 1:51     |  |
| 7.  | «Jailhouse Rock» (versión cinematográfica)             | Jerry Leiber y Mike Stoller    | 30 de abril de 1957     | 2:32     |  |
| 8.  | «Treat Me Nice» (versión cinematográfica)              | Jerry Leiber y Mike Stoller    | 3 de mayo de 1957       | 1:59     |  |
| 9.  | «I Want to Be Free» (versión cinematográfica)          | Jerry Leiber y Mike Stoller    | 3 de mayo de 1957       | 2:06     |  |
| 10. | «Young and Beautiful» (versión cinematográfica)        | Aaron Schroeder y Abner Silver | 30 de abril de 1957     | 1:09     |  |
| 11. | «Don't Leave Me Now» (toma alternativa inédita)        | Aaron Schroeder y Ben Weisman  | 3 de mayo de 1957       | 1:45     |  |
| 12. | «Love Me Tender»                                       | Vera Matson y Elvis Presley    | 24 de agosto de 1956    | 2:41     |  |
| 13. | «Poor Boy»                                             | Vera Matson y Elvis Presley    | 24 de agosto de 1956    | 2:13     |  |
| 14. | «Let Me»                                               | Vera Matson y Elvis Presley    | 4 de septiembre de 1956 | 2:09     |  |
| 15. | «We're Gonna Move»                                     | Vera Matson y Elvis Presley    | 24 de agosto de 1956    | 2:30     |  |
| 16. | «Love Me Tender» (versión del título final)            | Vera Matson y Elvis Presley    | 1 de octubre de 1956    | 1:08     |  |
| 17. | «Let Me» (toma alternativa inédita)                    | Vera Matson y Elvis Presley    | 4 de septiembre de 1956 | 2:04     |  |
| 18. | «We're Gonna Move» (toma alternativa inédita)          | Vera Matson y Elvis Presley    | 24 de agosto de 1956    | 2:39     |  |
| 19. | «Poor Boy» (versión estéreo previamente inédita)       | Vera Matson y Elvis Presley    | 24 de agosto de 1956    | 2:42     |  |
| 20. | «Love Me Tender» (versión estéreo previamente inédita) | Vera Matson y Elvis Presley    | 24 de agosto de 1956    | 2:42     |  |